# Quadrella antonensis
Quadrella antonensis är en kaprisväxtart som först beskrevs av Robert Everard Woodson, och fick sitt nu gällande namn av Hugh Hellmut Iltis och Cornejo. Quadrella antonensis ingår i släktet Quadrella och familjen kaprisväxter. Inga underarter finns listade i Catalogue of Life.